# Les Mystères de la République
Les Mystères de la République est une série de bande dessinée policière créée en 2013 et scénarisée par Philippe Richelle, aux éditions Glénat. Elle est constituée de trois séries distinctes, chacune se déroulant sous un régime républicain français différent : la Troisième République, la Quatrième République et la Cinquième République. Traitant ainsi trois périodes différentes de l'Histoire de France. Chaque série, composée de cinq tomes, est gérée par un dessinateur différent. Les couleurs des albums de chaque série reprennent celle du drapeau français : bleu pour la première, blanc pour la seconde et rouge pour la troisième.

## Les séries

### Les Mystères de la Troisième République
Dessin : Pierre Wachs, Couleurs : Claudia Boccato
Paris, 1944, le commissaire Peretti s'apprête à passer à la guillotine. Pour comprendre comment il en est arrivé là, l'histoire remonte à 1937, toujours dans la capitale, lorsque le directeur du journal anti-républicain La Vérité, Lucien Fabre, est assassiné. Le Peretti mène l'enquête sur le meurtre, qui la conduit à infiltrer des ligues d’extrême-droite.
1. Les Démons des années 30, 2013 (DL 05/2013)  (ISBN 978-2-344-01550-6)
2. Le Tueur dévot, 2013 (DL 09/2013)  (ISBN 978-2-7234-9559-2)
3. Complot fasciste, 2014 (DL 09/2014)  (ISBN 978-2-344-00064-9)
4. Le Sang d'un ami, 2016 (DL 05/2016)  (ISBN 978-2-344-00390-9)
5. Mort d'un collabo, 2017 (DL 06/2017)  (ISBN 978-2-344-00866-9)

### Les Mystères de la Quatrième République
Dessin : Alfio Buscaglia, Couleurs : Claudia Boccato
Paris, 1956, le commissaire Serge Coste, qui réprouve le meurtre, s'apprête pourtant à abattre un homme de sang froid. Afin de découvrir ses motivations, l'histoire revient en arrière, en 1946, dans le Lubéron, lorsqu'un agriculteur découvre un cadavre enterré dans son champ. À Marseille, Serge Coste investigue sur l'affaire et découvre que ce fait divers est lié à une complexe affaire de résistants et de collaborationnistes.
1. Les résistants de septembre, 2013  (ISBN 978-2-723-48937-9)
2. Marseille la rouge, 2014  (ISBN 978-2-723-48937-9)
3. Le Bel automne des collabos, 2015  (ISBN 978-2-344-00385-5)
4. La Main Rouge, 2016  (ISBN 978-2-344-00962-8)
5. Opération Résurrection, 2017  (ISBN 978-2-344-00963-5)

### Les Mystères de la Cinquième République
Dessin : François Ravard; Couleurs : Claudia Boccato (sauf tome 5, Bruno Pradelle)
Paris, 1959, le commissaire Verne, tente de résoudre le mystère concernant le meurtre du jeune Luc Chevalier, rue du Bac. Issu d'un milieu aisé, ce dernier, étudiant en médecine, s'avère avoir servi durant la guerre d'Algérie où il a assisté à la torture faite par son régiment, ce qui le conduit à son retour en métropole a soutenir la cause de l'indépendance. Les enquêtes du policier le conduiront à investiguer sur des organisations comme le FLN ou l'OAS.
1. Trésor de guerre, 2013  (ISBN 978-2-723-48938-6)
2. Octobre noir, 2014  (ISBN 978-2-723-49665-0)
3. Les Larmes d'Alger, 2015  (ISBN 978-2-344-00270-4)
4. L'Ombre du SAC, 2016  (ISBN 978-2-344-00964-2)
5. Au nom de la France, 2017  (ISBN 978-2-344-00965-9)